# Archaeoprepona camilla
Espèce
Archaeoprepona camilla est une espèce d'insectes lépidoptères diurnes de la famille des Nymphalidae, de la sous-famille des Charaxinae et du genre Archaeoprepona.

## Dénomination
Archaeoprepona camilla a été décrit par Frederick DuCane Godman et Osbert Salvin sous le nom initial de Prepona camilla.

### Sous-espèces
- Archaeoprepona camilla camilla ; présent au Nicaragua et à Panama
- Archaeoprepona camilla metabus (Fruhstorfer, 1916) ; présent en Colombie[1].

### Noms vernaculaires
Archaeoprepona camilla  se nomme Pale Prepona en anglais.

## Description
Archaeoprepona camilla est un grand papillon aux ailes antérieures à bord costal bossu, bord externe concave et aux ailes postérieures festonnées.
Le dessus est marron foncé marqué aux ailes antérieures et aux ailes postérieures d'une large bande bleu turquoise clair jauni et d'une ligne submarginale de petits ocelles réduits à point noir très peu visible.
Le revers est beige très clair nacré à reflets rose, orné aux ailes postérieures d'une ligne de petits ocelles ocre.

## Écologie et distribution
Archaeoprepona camilla est présent en Colombie, au Nicaragua et au Panama.

### Protection
Pas de statut de protection particulier.